# Regional Express Airlines
A Regional Express Airlines, estilizada como Rex é uma empresa aérea com sede em Mascot, Nova Gales do Sul, Austrália, foi fundada em 2002 quando a Australiawide Airlines comprou a Hazelton Airlines e a Kendell Airlines, opera voos regionais.

## Frota

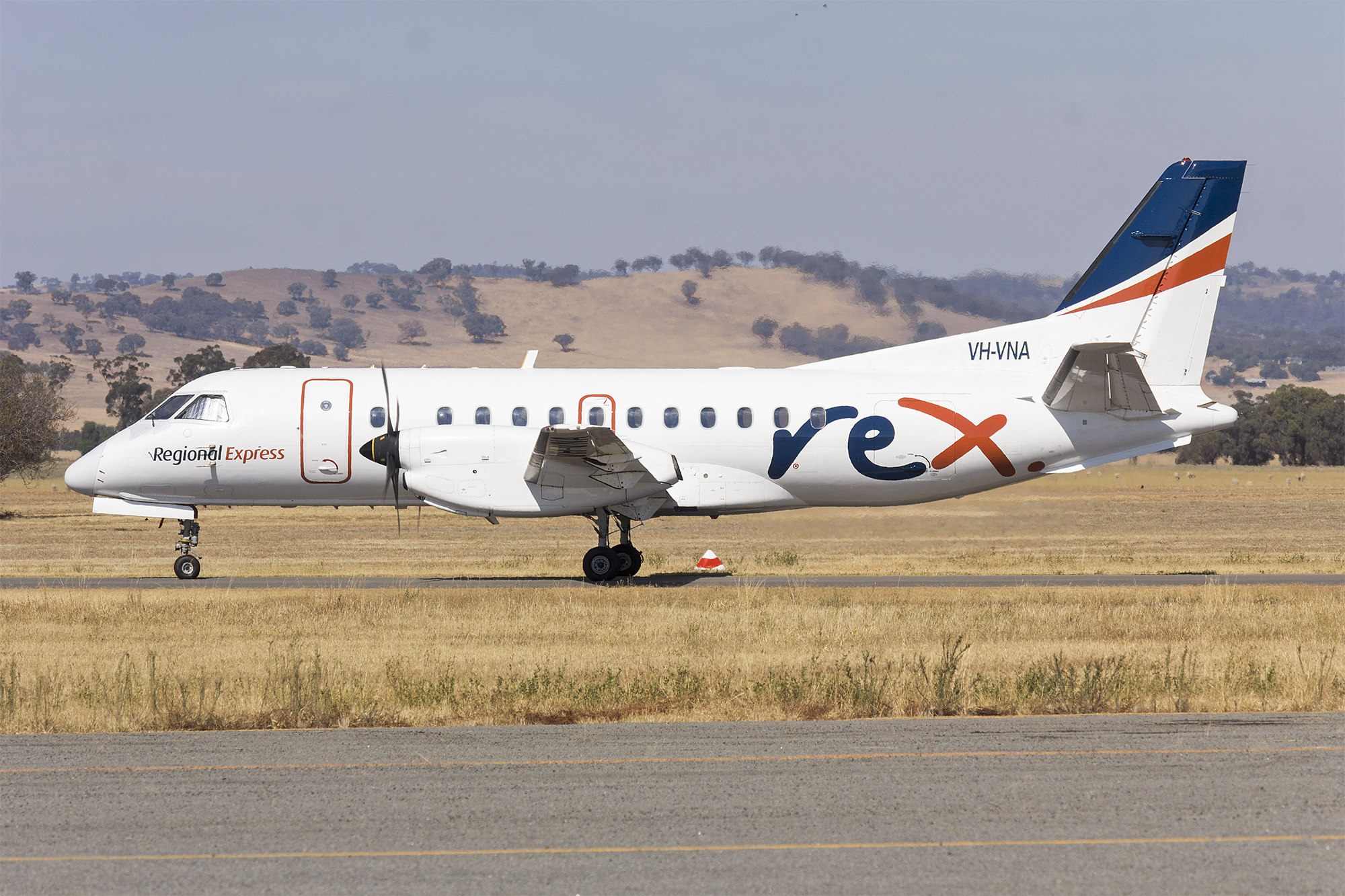
Saab 340B da Rex.

Em fevereiro de 2019:
- Saab 340A - 1
- Saab 340B - 27
- Saab 340B+WT - 27